# And I Love Her
«And I Love Her» (en español: «Y yo la amo») es una canción de tipo balada escrito por Lennon-McCartney, grabado y publicado por la banda de rock The Beatles, lanzado para el álbum A Hard Day's Night el 10 de julio de 1964. Se publicó como sencillo en los Estados Unidos el 20 de julio de 1964, alcanzando el puesto n.º 12 en el Billboard Hot 100. El lado B del sencillo fue la canción «If I Fell».

## Composición
La canción fue compuesta en mayor medida por Paul McCartney, aunque John Lennon afirmó en una entrevista haber aportado su puente («A love like ours/Could never die/As long as I/Have you near me»). Dentro de su estructura, lo más característico es la influencia del bolero cubano, el sonido de la guitarra española de George Harrison, la guitarra acústica (en función rítmica) de John Lennon y percusiones de Ringo Starr.
Paul compuso la canción cuando aún se encontraba en pareja con la actriz londinense Jane Asher, por lo que la prensa creyó que la canción hablaba sobre su relación. Lo cierto es que años más tarde, McCartney diría que su composición no era dirigida a nadie en especial.

## Personal
- Paul McCartney — voz y bajo.
- John Lennon — guitarra acústica.
- George Harrison — guitarra clasica.
- Ringo Starr — claves y bongós.

## Versiones
Entre los artistas que han versionado esta canción se encuentran Bob Marley, Kurt Cobain, Julio Iglesias, José Feliciano, Shirley Horn, Santo & Johnny, el grupo español, Los Dayson, el grupo cubano Los Dan, Roberto Carlos, Rita Lee, José Alberto el Canario, John Farnham, Sarah Vaughan, The Wailers, Nikka Costa, Pat Metheny, Barry Manilow, el grupo mexicano Los Xochimilcas, el merenguero dominicano Carlos David y Brad Mehldau.